# Wyspy Podwietrzne (Afryka)
Wyspy Podwietrzne (port. Ilhas de Sotavento) – południowa grupa wysp archipelagu Wysp Zielonego Przylądka.
Wyspy są skalistymi, rolniczymi i wulkanicznymi wyspami, są najgęściej i najwcześniej zamieszkane ze wszystkich Wysp Zielonego Przylądka. Gospodarka wyspy Maio – płaskiej, bezludnej wyspy, położonej najdalej na wschód – oparta jest w pierwszym rzędzie na otrzymywaniu soli, w którą zaopatrywane są prawie całe Wyspy Nawietrzne.
Do archipelagu należą: 
- Maio,
- Santiago,
- Fogo,
- Brava
- oraz mniejsze wysepki: Ilhéu Grande, Ilhéu de Cima, Ilhéu do Rei, Ilhéu Sapado, Ilhéu Luís Carneiro, Ilhéus Secos oraz Ilhéu de Santa Maria.